# 国鉄タキ42300形貨車
国鉄タキ42300形貨車（こくてつタキ42300がたかしゃ）は、かつて日本国有鉄道（国鉄）及び1987年（昭和62年）4月の国鉄分割民営化後は日本貨物鉄道（JR貨物）に在籍した私有貨車（タンク車）である。

## 概要
本形式は、硫酸ヒドロキシルアミン水溶液専用の35t 積タンク車として1978年（昭和53年）12月25日に1ロット5両（タキ42300 - タキ42304）が、若松車輛の1社のみで製作された。
硫酸ヒドロキシルアミン水溶液を専用種別とする形式は、本形式のみである。
落成時の所有者は、三菱化成工業の1社のみであった。その後、三菱化成工業→三菱化成→三菱化学と社名変更があり車体標記もその都度変更した。当初は社名、社紋を専用の標記板に記入のうえタンク体に取り付けていたが、三菱化成に変更時より直接車体に標記するようになった。
全車黒崎駅を常備駅として生涯変更されることはなかった。
1979年（昭和54年）10月より化成品分類番号「96」（有害性物質、毒性のあるもの）が標記された。
タンク体材質は、ステンレス鋼(SUS316L)製であり、鋼板製の外板（キセ）を装備している。
荷役方式は、タンク上部の液出管からの上入れ、空気管と液出管を用いた空気圧による上出し方式である。両管ともS字管は装備していない。
塗色は黒であり、全長は12,200mm、全幅は2,500mm、全高は3,744mm、台車中心間距離は8,100mm、実容積は26.1m3、自重は18.0t、換算両数は積車5.5、空車1.8であり、台車はコロ軸受・コイルばね式のベッテンドルフ台車のTR225であった。
1987年（昭和62年）4月の国鉄分割民営化時には全車5両がJR貨物に継承され、1995年（平成7年）度末時点では全車健在であったが、タンクコンテナへの移行によって2000年（平成12年）3月に全車一斉に廃車となり、同時に形式消滅となった。